# 池田善彦
池田 善彦（いけだ よしひこ、1959年2月10日 - ）とは日本のアーティスト、俳優、実業家。兵庫県神戸市出身。滝川高等学校卒業。

## アーティストとして
1977年4月、山田隆夫が結婚を機にずうとるびから卒業し、この後にずうとるびの新メンバーの一般公募が行われ、池田が選出された。同年6月より新メンバーとなる。10月には池田がメンバーとなってのシングル第一弾「青春のひらめき」が発売される。以降、1982年のずうとるび解散までメンバーとして活動してきた。
2012年、ずうとるびを再結成しようという話があったものの実現せず、池田と江藤博利の二人だけでユニットを結成。ライブハウスや飲食店にて、年に数回ライブを行っている。
2020年、ずうとるび再結成に参加。同年2月に行われたライブツアーにも参加した。

## 俳優業
- ピーマン80（1979年）[5]
- 無力の王（1981年）[6]
- 思えば遠くへ来たもんだ（1981年）[7]
- 白き牡丹に（1982年）[7]

## 実業家として
芸能界を引退する前である26歳の時に新宿でパブを開店させ、15年ほど経営した。その後、中野区内に「Y's PaPa」というバーを開店。店内にて自身やずうとるびのバックバンドメンバーであった黒住とのユニットでライブを行っている。江藤博利とも店内でライブを行ったことがある。

## 芸能界引退後
2008年に結核を患い体重が49キロにまで落ちる。その時は1か月弱入院し、その間は経営している店も休んだものの完治する。
2020年にずうとるびを再結成しライブ活動を再開始するもコロナ禍で活動を一時保留。2021年7月にずうとるびのニューシングル「SAIKAI～麗しのみかん色～」を発表。